# 17900 Лейферман
17900 Лейферман (17900 Leiferman) — астероїд головного поясу, відкритий 19 березня 1999 року.
Тіссеранів параметр щодо Юпітера — 3,593.